# Tnuva
Tnuva (en hebreo: תנובה) (en español: fruta o producto) es una empresa cooperativa y una procesadora de alimentos especializada en los productos lácteos. Desde 2014, la cooperativa está controlada por Bright Food, una compañía estatal china.
Los 620 miembros de la cooperativa proceden de un determinado número de kibutz (granjas colectivas) y moshavim (comunidades agrícolas). Tnuva es el mayor productor de alimentos de Israel, sus ventas ascienden al 70% por ciento del mercado de productos lácteos, carne, huevos, y comida envasada. 
La cooperativa central Tnuva para la comercialización de productos agrícolas en Israel, fue creada en 1926, después de una decisión de los líderes del movimiento kibutziano para crear cooperativas, distribuir y exportar varios tipos de productos alimenticios. Tnuva empezó distribuyendo leche, pero durante los años 1930, la compañía expandió el negocio y comenzó a distribuir otros productos lácteos.